# Archytas wagneri
Archytas wagneri är en tvåvingeart som först beskrevs av Blanchard 1941.  Archytas wagneri ingår i släktet Archytas och familjen parasitflugor. Inga underarter finns listade i Catalogue of Life.